# Philippus de Caserta
Philippus de Caserta, també Philipoctus o Filipoctus (dates de naixement i mort desconegudes; finals del segle XIV), va ser un teòric i compositor de la música medieval. El seu nom s'associa amb l'estil compositiu de l'Ars subtilior.

## Biografia
Se sap que Philippus va treballar a la cort papal d'Avinyó a la dècada de 1370. La seva balada Par les bons Gedeons lloa l'antipapa Climent VII. La majoria de les seves obres supervivents són balades; també se li ha atribuït un rondó i, més recentment, un credo. Va escriure la seva balada En attendant souffrir per a Bernabé Visconti, evident en la inclusió del lema de Visconti a la part superior. Dues peces de Caserta, En remirant i De ma dolor, utilitzen fragments de text de cançons del compositor més famós del segle XIV, Guillaume de Machaut. També es van manllevar passatges de l'obra de Caserta, per exemple, de Johannes Ciconia per al seu virelai Sus une fontayne.
A més d'altres quatre treballs teòrics, també s'atribuí a Caserta el Tractatus de diversis figuris per quas diversimode discantatur per aliquas regulas non sequentes modum tenoris, sed alterius temporis.

## Obres
Les seves peces van ser compostes exclusivament per a tres cantants.
Balladen
- De ma dolour
- En attendant souffrir
- En remirant vo douce pourtraiture
- Il n’est nulz homs
- Par le grant senz
- Par les bons Gedeons

Andere
- Credo
- Rondeau Espoir dont tu m’as fayt (Atribució controvertida)